# 多磨町
多磨町（たまちょう）は、東京都府中市の町名。現行行政地名は多磨町一丁目から多磨町四丁目。郵便番号は183-0002（武蔵府中郵便局管区）。

## 地理

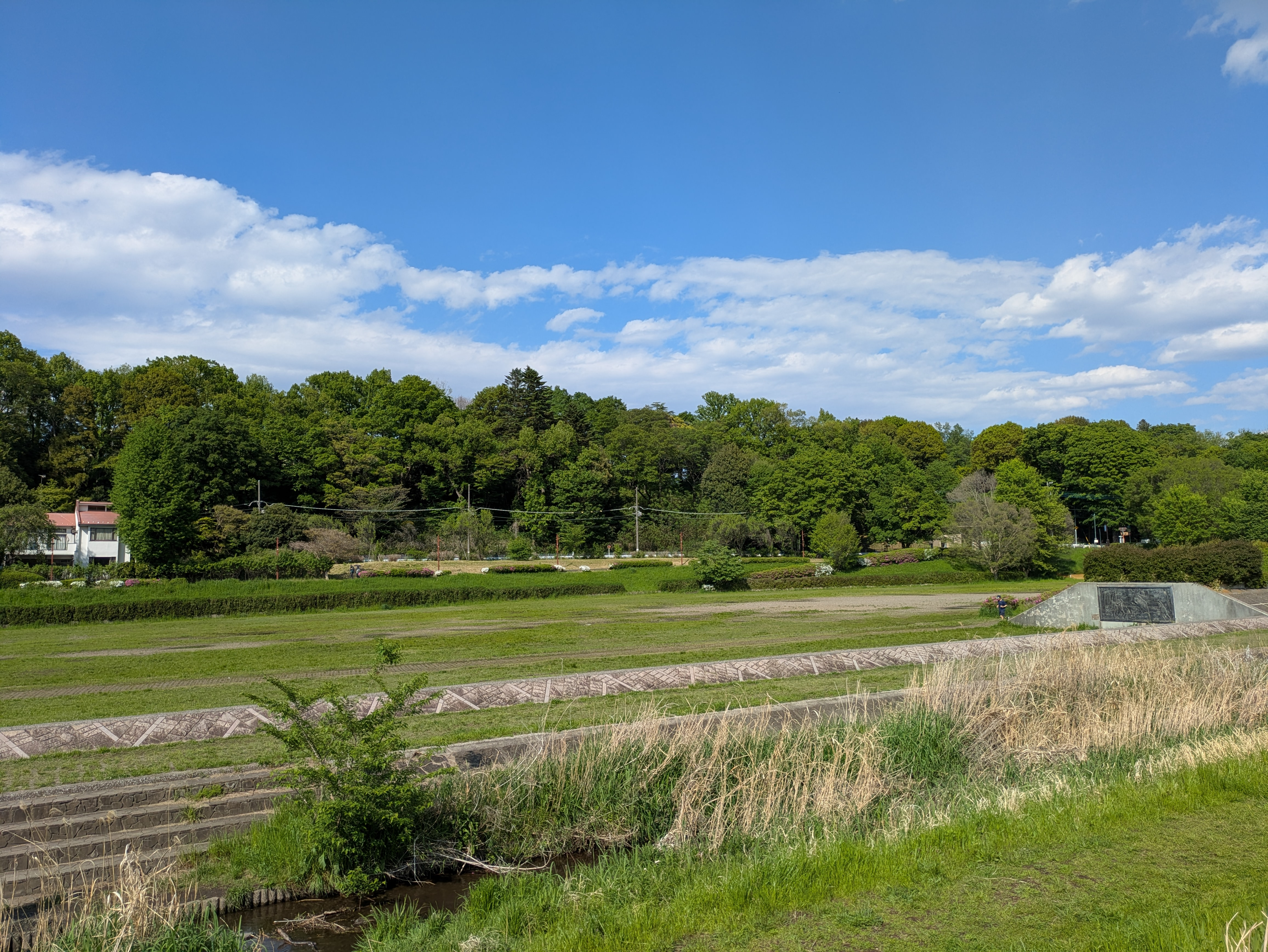
武蔵野公園

府中市北東部に位置する。南から時計回りに朝日町、紅葉丘、若松町、浅間町、小金井市前原町、中町、東町及び調布市野水に隣接する。

### 特色
東八道路のように幅が広い道路が横切っているが、町内の半分以上は都内霊園最大の多磨霊園の敷地になっており、浅間山公園や武蔵野公園など広大な土地を有している。

### 地価
住宅地の地価は、2015年（平成27年）1月1日の公示地価によれば、多磨町2丁目5番22の地点で23万3000円/m2となっている。

## 歴史

### 沿革
「多磨」の地名は古くこの地が所属していた北多摩郡多磨村および多磨霊園に由来する。多磨村は1954年（昭和29年）4月1日に合併により府中市の一部となり、1964年（昭和39年） 府中市大字下染屋、押立、人見、是政、上染屋、常久、小田分、車返のそれぞれ一部（すべて旧多磨村所属の大字）より多磨町が成立した。

### 地名の由来
古くは多摩郡であり、また多磨村は他の村と合併して「府中市」となった。「麻」が多い地でありそれが由来とする説がある。

## 世帯数と人口
2018年（平成30年）1月1日現在の世帯数と人口は以下の通りである。
| 丁目                 | 世帯数    | 人口    |
| -------------------- | --------- | ------- |
| 多磨町一丁目         | 847世帯   | 1,801人 |
| 多磨町二丁目・四丁目 | 897世帯   | 2,004人 |
| 計                   | 1,744世帯 | 3,805人 |

## 小・中学校の学区
市立小・中学校に通う場合、学区は以下の通りとなる。
| 丁目         | 番地 | 小学校         | 中学校         |
| ------------ | ---- | -------------- | -------------- |
| 多磨町一丁目 | 全域 | 府中第十小学校 | 府中第二中学校 |
| 多磨町二丁目 | 全域 | 府中第十小学校 | 府中第二中学校 |
| 多磨町三丁目 | 全域 | 府中第十小学校 | 府中第二中学校 |
| 多磨町四丁目 | 全域 | 府中第十小学校 | 府中第二中学校 |

## 交通

### 鉄道
| 隣接する街区の駅             |
| ---------------------------- |
| 西武多摩川線 - 多磨駅(SW 03) |

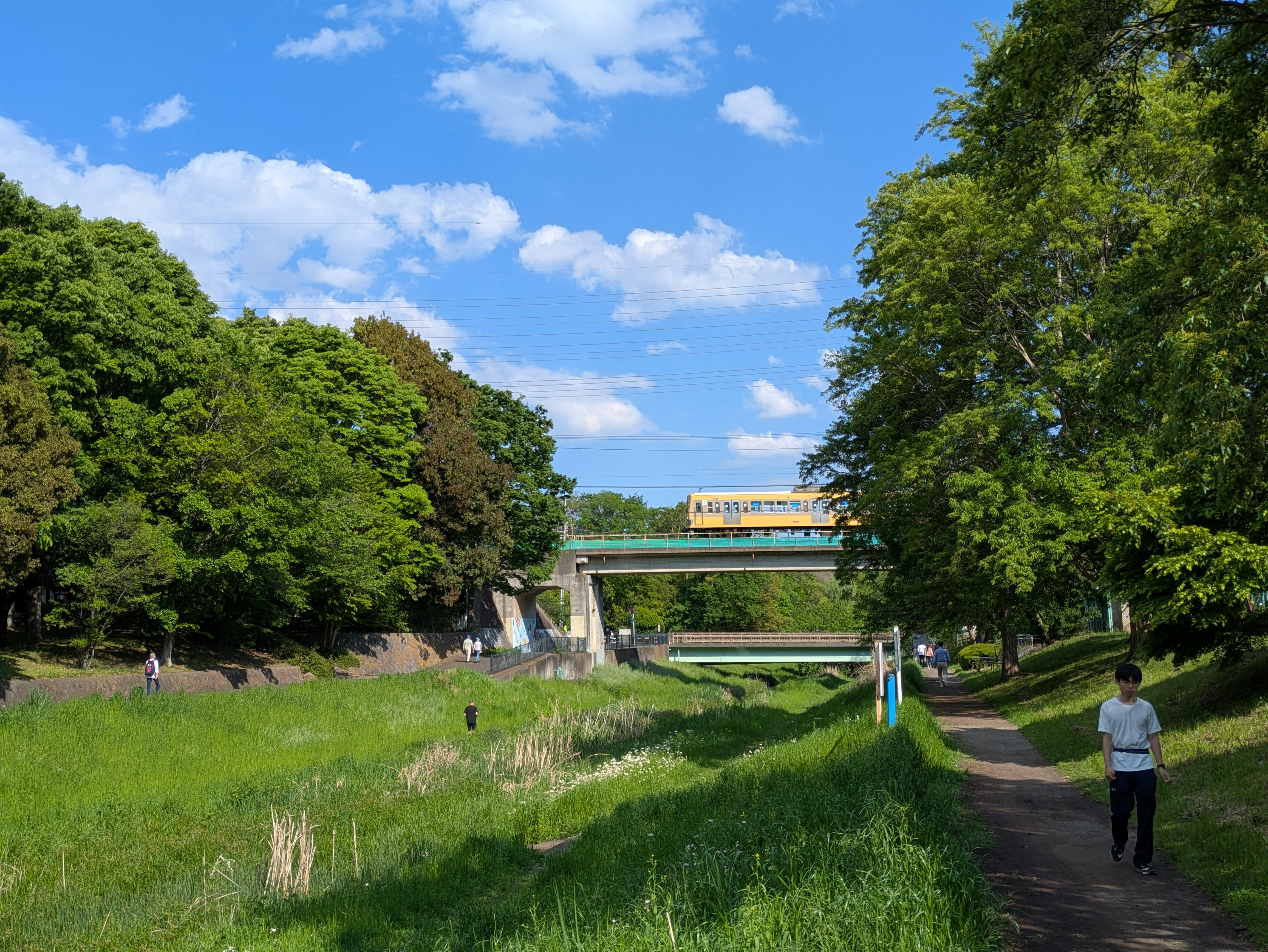
武蔵野公園の多磨町境界部を走る西武多摩川線。

- 西武多摩川線が町内を通過しているが、駅はない。最寄駅は多磨駅（府中市紅葉丘三丁目）。

### 道路
- 東京都道14号新宿国立線（東八道路・30m道路）
- 東京都道110号府中三鷹線（人見街道）

## 施設
- 学校法人武蔵野学園ひまわり幼稚園
- 多磨葬祭場
- 東京都立武蔵野公園（小金井市前原町二丁目にまたがっている）
- 警視庁府中運転免許試験場 - 東八道路に面しており、これが故に東八道路は「試験場通り」とも呼ばれる
- 多磨霊園 多くの著名人の墓がある